# Lista rețelelor de troleibuze din România

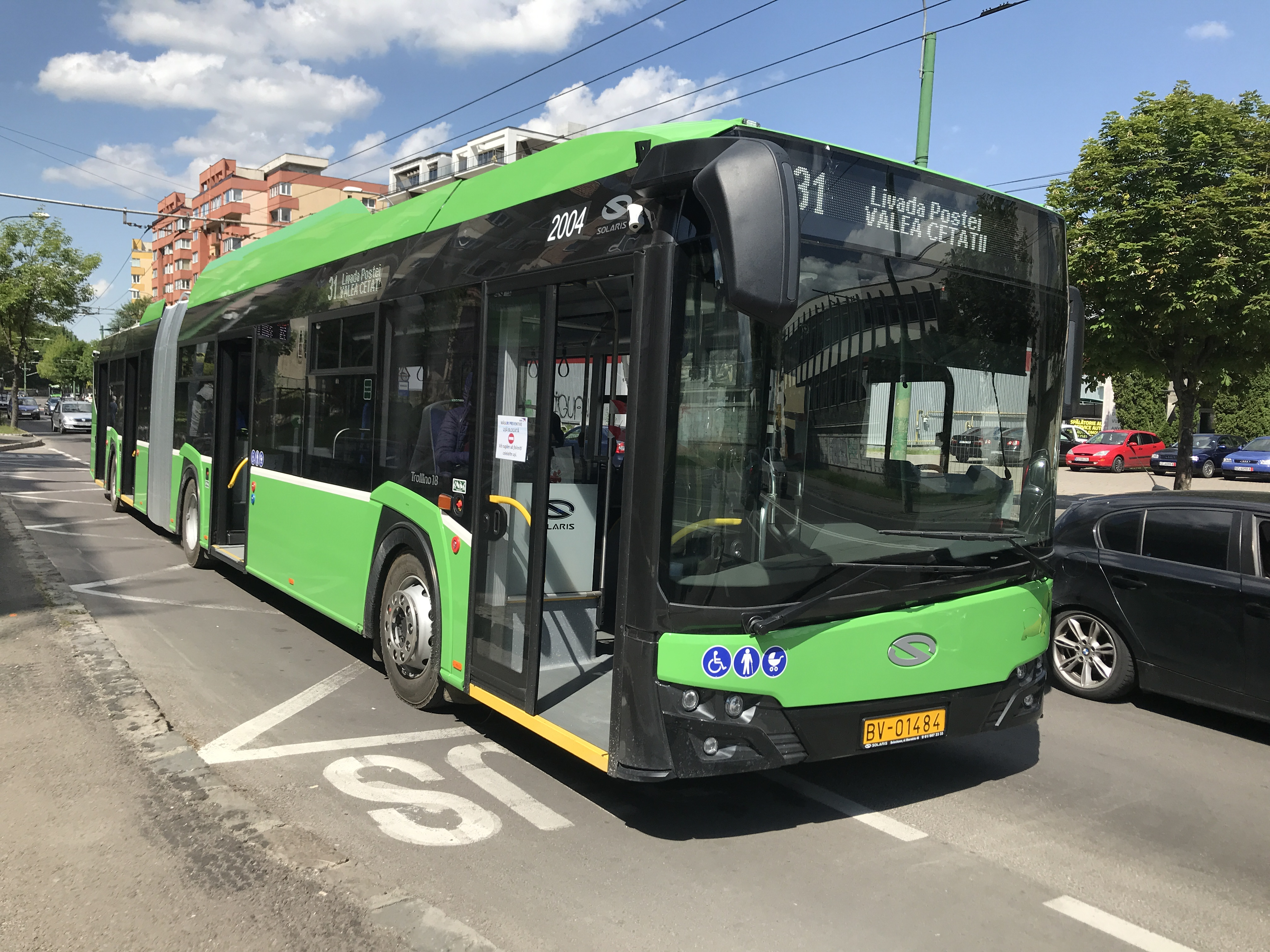
Troleibuz Solaris în Brașov

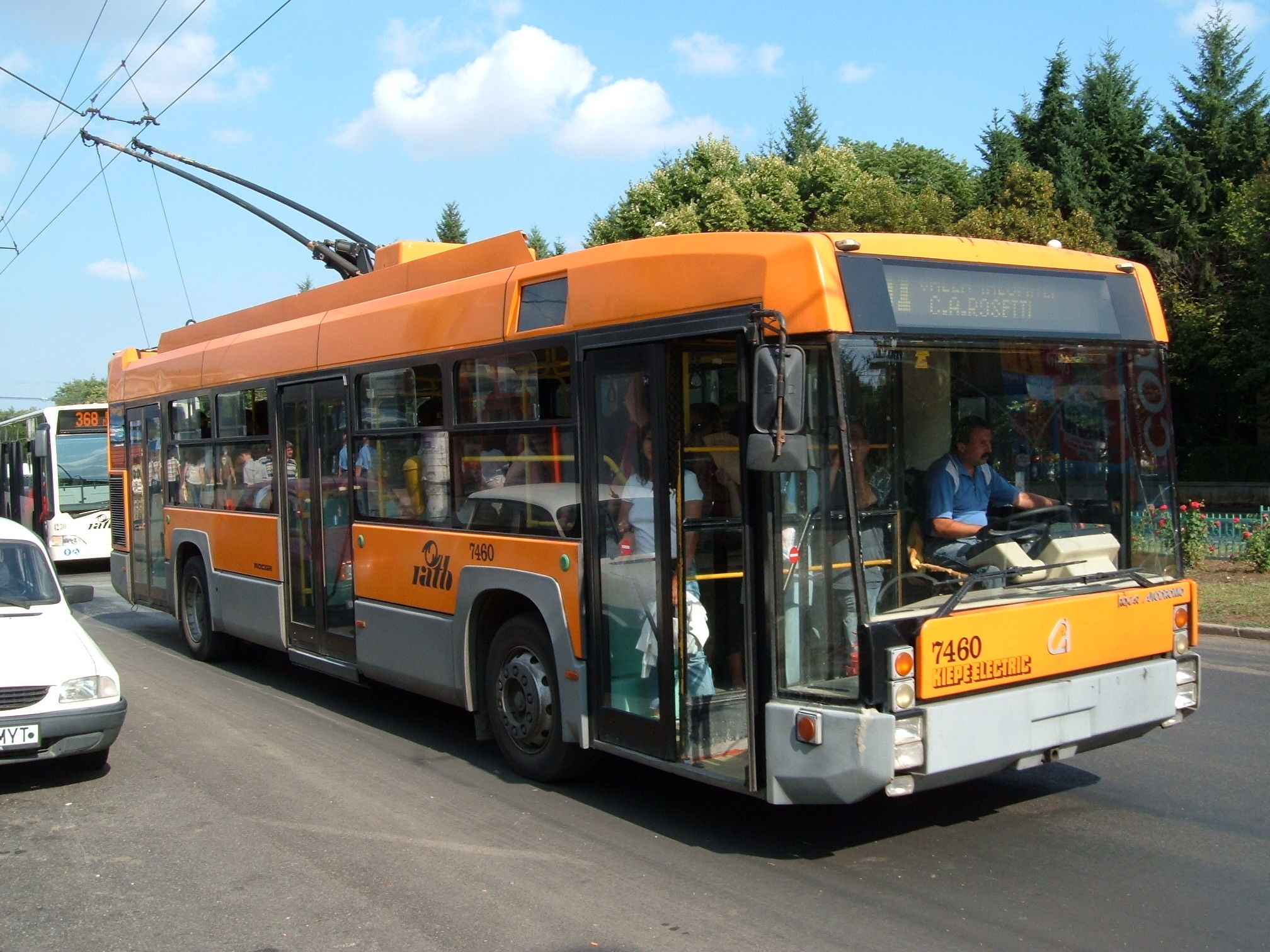
Troleibuz Rocar în București

Mai jos este prezentată lista completă a rețelelor de troleibuz din România.
În prezent, în România, mai există 10 orașe care utilizează linii de troleibuze.
| Imagine | Localitate   | Data (din)        | Data (până la)     | Observații |
| ------- | ------------ | ----------------- | ------------------ | --- |
|         | Baia Mare    | 16 februarie 1996 |                    | |
|         | Brăila       | 23 august 1989    | decembrie 1999     | |
|         | Brașov       | 1 mai 1959        |                    | |
|         | București    | 10 noiembrie 1949 |                    | |
|         | Cluj-Napoca  | 7 noiembrie 1959  |                    | |
|         | Constanța    | 5 iulie 1959      | 3 decembrie 2010   | Sistemul includea linii către Mamaia |
|         | Craiova      | 9 mai 1943        | octombrie 1944     | Sistem nou planificat în 2008, dar planurile nu au fost fructificate. |
|         | Galați       | 23 august 1989    |                    | Sunt prevăzute extinderi în Gara Mare și Bariera Traian. |
|         | Iași         | 1 mai 1985        | 4 martie 2006      | |
|         | Mediaș       | 23 august 1989    |                    | |
|         | Piatra Neamț | 22 decembrie 1995 | 20 septembrie 2019 | Sistemul includea linii suburbane către Dumbrava Roșie și Săvinești. |
|         | Ploiești     | 1 septembrie 1997 |                    | |
|         | Satu Mare    | 15 noiembrie 1994 | 9 martie 2005      | |
|         | Sibiu        | 17 august 1983    | 15 noiembrie 2009  | |
|         | Slatina      | 30 mai 1996       | 31 martie 2006     | |
|         | Suceava      | 15 august 1987    | 2 aprilie 2006     | Sistemul includea linie interurbană către comuna Șcheia |
|         | Târgoviște   | 4 ianuarie 1995   | august 2005        | |
|         | Târgu Jiu    | 20 iunie 1995     |                    | Sistemul include linie interurbană către Bârsești. |
|         | Timișoara    | 15 noiembrie 1942 |                    | Este prevazuta reintroducerea Liniei 12. |
|         | Vaslui       | 1 mai 1994        |                    | Sistemul a fost închis în 2009, apoi redeschis pentru o scurtă perioadă în 2016. Datorită defectării materialului rulant, circulația troleibuzelor a fost din nou suspendată. La începutul anului 2020 a fost semnat contractul de finanțare pentru achiziționarea a 10 troleibuze. |